# Chadderton
Chadderton is een plaats in het bestuurlijke gebied Oldham, in het Engelse graafschap Greater Manchester. De plaats telt 33.001 inwoners.

## Geboren
- Woolly Wolstenholme (1947-2010), toetsenist en zanger (Barclay James Harvest)
- David Platt (10 juni 1966), voetballer
- Suranne Jones (27 augustus 1978), actrice.